# Meromacrus obscurus
Meromacrus obscurus är en tvåvingeart som beskrevs av James Stewart Hine 1924. Meromacrus obscurus ingår i släktet Meromacrus och familjen blomflugor.
Artens utbredningsområde är Guatemala. Inga underarter finns listade i Catalogue of Life.